# Un gars du Queens
 (janvier 2025).
Si vous disposez d'ouvrages ou d'articles de référence ou si vous connaissez des sites web de qualité traitant du thème abordé ici, merci de compléter l'article en donnant les références utiles à sa vérifiabilité et en les liant à la section « Notes et références ».
Un gars du Queens (The King of Queens) est une série télévisée américaine en 207 épisodes de 22 minutes, créée par David Litt et Michael J. Weithorn et diffusée entre le 21 septembre 1998 et le 14 mai 2007 sur le réseau CBS.
En France, la série a été diffusée à partir du 6 septembre 2000 sur Comédie !, puis est diffusée sur Comedy Central depuis 2023, à noter qu'à partir de la saison 4, la série est avec un autre doublage car elle n'étaient pas doublées lors de leurs premières diffusion sur Comedie!, c'est la chaîne Comedy Central qui les a fait doubler (les saisons 4 et 5 sont diffusées depuis le 7 mars 2024), pas de mention du doublage sur les différents sites de doublages.

## Synopsis
Doug Heffernan, chauffeur-livreur, et son épouse Carrie, secrétaire dans un cabinet d'avocats, mènent une vie paisible dans le Queens (quartier de New York) jusqu'au jour où l'excentrique père de Carrie vient s'installer chez eux…

## Distribution
- Kevin James (V. F. : Marc Alfos) : Doug Heffernan
- Leah Remini (V. F. : Dominique Westberg) : Carrie Heffernan
- Jerry Stiller (V. F. : René Morard) : Arthur Spooner
- Lisa Rieffel (V. F. : Malvina Germain) : Sara Spooner (saison 1)
- Victor Williams (V. F. : Christophe Peyroux) : Deacon Palmer
- Patton Oswalt (V. F. : Michel Melki) : Spence Olchin
- Gary Valentine : Danny Heffernan
- Larry Romano (V. F. : Alain Courivaud) : Richie Iannucci (saisons 1 à 3)
- Nicole Sullivan : Holly Shumpert (saisons 4 à 9)
- Lou Ferrigno : Lui-même (saisons 4 à 9)
- Sam McMurray : Patrick O'Boyle

## Épisodes

### Première saison (1998-1999)
1. Pilote (Pilot)
2. Régime (Fat City)
3. Remise en question (Cello, Goodbye)
4. Ritchie (Richie's Song)
5. Relations amoureuses (Paternal Affairs)
6. Tête baissée (Head First)
7. La Bague (The Rock)
8. Cours pour adulte (Educating Doug)
9. Permis de conduire (Road Rayge)
10. Au supermarché (Supermarket Story)
11. Esprit de Noël (Noel Cowards)
12. Rendez vous galant (Fixer Upper)
13. Mariage (Best Man)
14. Un chien bruyant (Dog Days)
15. Un anniversaire raté (Crappy Birthday)
16. Saint-Valentin (S'Ain't Valentine's)
17. Rendez vous à la cour (Court Date)
18. Col blanc (White Collar)
19. Jour de pluie (Rayny Day)
20. La Stagiaire (Train Wreck)
21. Une faim de loup (Hungry Man)
22. Multipropriété (Time Share)
23. Une vieille histoire (Where's Poppa?)
24. Déménagement (Art House)
25. Baby or not baby (Maybe Baby)

### Deuxième saison (1999-2000)
1. Un motard peu glorieux (Queasy Rider)
2. Problèmes de femmes (Female Problems)
3. Accidents de travail (Assaulted Nuts)
4. Les parrains (Parent Trapped)
5. Cambriolage (Tube Stakes)
6. Mauvaise balle (Doug Out)
7. Week-end (Get Away)
8. Le dîner (Dire Strayts)
9. Flirter n'est pas jouer (I, Candy)
10. Fêtes peu joyeuse (Roamin' Holiday)
11. L'équipe d'abord (Sparing Carrie)
12. Histoires de Noël (Net Prophets)
13. Enterrement de vie de garçon (Party Favor)
14. Le vrai héros (Block Buster)
15. Temps glacial (Frozen Pop)
16. Tricheuse (Fair Game)
17. Souvenirs, souvenirs (Meet By-Product)
18. Les Shmenkman (The Shmenkmans)
19. Surprise (Surprise Artie)
20. La fièvre du jeu (Wild Cards)
21. Parrainage (Big Dougie)
22. Eau douce (Soft Touch)
23. Interdit de resto (Restaurant Row)
24. Romantisme (Flower Power)
25. Vive les vacances (Whine Country)

### Troisième saison (2000-2001)
1. M'aimes tu toujours ? (Do Rico)
2. Rira bien qui rira le dernier (Roast Chicken)
3. XXL (Fatty McButterpants)
4. Cours de rattrapage (Class Struggle)
5. 1re semaine de grève (Strike One)
6. 2e semaine de grève (Strike Too)
7. 3e semaine de grève (Strike Out)
8. Premier Thanksgiving (Dark Meet)
9. Coucherie (Twisted Sitters)
10. Beau travail (Work Related)
11. Tu veux ma photo ? (Better Camera)
12. Garçons sans honneur (Wedding Presence)
13. Haute def a donf (Hi Def-Jam)
14. Jeu de main, jeu de vilain (Paint Misbehavin')
15. Coup de blues (Deacon Blues)
16. Ceinture ! (Horizontal Hold)
17. De l'autre côté de l'écran (Inner Tube)
18. Papa infirmier (Papa Pill)
19. Ça passe ou ca casse (Package Deal)
20. Nouveau départ (Separation Anxiety)
21. L'ultime voyage (Departure Time)
22. Ça déborde (Swim Neighbors)
23. L'entretien (S'no Job)
24. Pause bébé [1/2] (Pregnant Pause [1/2])
25. Pause bébé [2/2] (Pregnant Pause [2/2])

### Quatrième saison (2001-2002)
1. Promenade de santé (Walk, Man)
2. Un anniversaire à l'œil (Sight Gag)
3. Le record (Mean Streak)
4. Accident amical (Friender Bender)
5. Battre en retraite (No Retreat)
6. Souvenirs d'enfance (Ticker Treat)
7. Souvenirs retrouvés (Lying Hearted)
8. Rira bien qui mourra le premier (Life Sentence)
9. Faits l'un pour l'autre (Veiled Threat)
10. Atterrissage mouvementé (Oxy Moron)
11. La déposition (Depo Man)
12. Ovaire et contre tout (Ovary Action)
13. Top chef (Food Fight)
14. Les piliers d'une relation (Double Downer)
15. Dougie le roi de la nuit (Dougie Nights)
16. Le cadeau empoisonné (No Orleans)
17. La bande des quatre (Missing Links)
18. The King of Sandwich (Hero Worship)
19. Un vice conduit à un autre (Screwed Driver)
20. À consommer avec modération (Lush Life)
21. Crêpage de chignon (Bun Dummy)
22. Pour l'amour de la lecture (Patrons Ain't)
23. Le fric c'est chic (Eddie Money)
24. Une Carrie douloureuse (Two Thirty)
25. Une maison de fous (Shrink Wrap)

### Cinquième saison (2002-2003)
1. Au lit, Arthuur ! (Arthur, Spooner)
2. Les parfaits d'à côté (Window Pain)
3. titre français inconnu (Holy Mackerel)
4. Footballeur un jour, footballeur toujours (Kirbed Enthusiasm)
5. Lâche l'affaire, Doug ! (Mammary Lane)
6. J'ai deux amours (Business Affairs)
7. Une ex dans nos vies (Flame Resistant)
8. titre français inconnu (Flash Photography)
9. Double couple (Connect Four)
10. Thanksgiving (Loaner Car)
11. L'étrange Noël des Heffernan (Mentalo Case)
12. Divin Divan (Jung Frankenstein)
13. Doug a les super boules (Attention Deficit)
14. Un couple tellement cliché (Prints Charming)
15. L'art de la séduction (Animal Attraction)
16. Vacances caribéennes (Golden Moldy)
17. Dettes et moisissures (S'Poor House)
18. Roulette russe (Steve Moscow)
19. Secrets et mensonges (Cowardly Lyin')
20. L'important c'est le parcours (Driving Reign)
21. Dingues de fringues (Clothes Encounter)
22. Retrouvailles fraternelles (Queens'bro Bridge)
23. Visite en Californie (Dog Shelter)
24. Ce que Doug veut (Taste Buds)
25. Chacun sons lit (Bed Spread)

### Sixième saison (2003-2004)
1. titre français inconnu (Doug Less - Part 1)
2. titre français inconnu (Doug Less - Part 2)
3. titre français inconnu (King Pong)
4. titre français inconnu (Dreading Vows)
5. titre français inconnu (Nocturnal Omission)
6. titre français inconnu (Affidavit Justice)
7. titre français inconnu (Secret Garden)
8. titre français inconnu (Eggsit Strategy)
9. titre français inconnu (Thanks Man)
10. titre français inconnu (American Idle)
11. titre français inconnu (Santa Claustrophobia)
12. titre français inconnu (Dougie Houser)
13. titre français inconnu (Frigid Heirs)
14. titre français inconnu (Switch Sitters)
15. titre français inconnu (Cheap Saks)
16. titre français inconnu (Damned Yanky)
17. titre français inconnu (Multiple Plots)
18. titre français inconnu (Trash Talker)
19. titre français inconnu (Precedent Nixin')
20. titre français inconnu (Foe: Pa)
21. titre français inconnu (Tank Heaven)
22. titre français inconnu (Alter Ego)
23. titre français inconnu (Icky Shuffle)
24. titre français inconnu (Awful Bigamy)

### Septième saison (2004-2005)
1. titre français inconnu (Lost Vegas)
2. titre français inconnu (Dugan Groupie)
3. titre français inconnu (Furious Gorge)
4. titre français inconnu (Entertainment Weakly)
5. titre français inconnu (Name Dropper)
6. titre français inconnu (Offtrack… Bedding)
7. titre français inconnu (Silent Mite)
8. titre français inconnu (Awed Couple)
9. titre français inconnu (Cologne Ranger)
10. titre français inconnu (Domestic Disturbance)
11. titre français inconnu (Poor Judgment)
12. titre français inconnu (Gym Neighbors)
13. titre français inconnu (Gorilla Warfare)
14. titre français inconnu (Hi, School)
15. titre français inconnu (Deconstructing Carrie)
16. titre français inconnu (Black List)
17. titre français inconnu (Wish Boned)
18. titre français inconnu (Van, Go)
19. titre français inconnu (Ice Cubed)
20. titre français inconnu (Catching Hell)
21. titre français inconnu (Slippery Slope)
22. titre français inconnu (Buy Curious)

### Huitième saison (2005-2006)
1. titre français inconnu (Pole Lox)
2. titre français inconnu (Vocal Discord)
3. titre français inconnu (Consummate Professional)
4. titre français inconnu (Like Hell)
5. titre français inconnu (Sandwiched Out)
6. titre français inconnu (Shear Torture)
7. titre français inconnu (Inn Escapable)
8. titre français inconnu (Move Doubt)
9. titre français inconnu (G'Night, Stalker)
10. titre français inconnu (Raygin Bulls)
11. titre français inconnu (Baker's Doesn't)
12. titre français inconnu (Fresh Brood)
13. titre français inconnu (Gambling N'Diction)
14. titre français inconnu (Apartment Complex)
15. titre français inconnu (Buggie Nights)
16. titre français inconnu (Knee Jerk)
17. titre français inconnu (Present Tense)
18. titre français inconnu (Sold-Y Locks)
19. titre français inconnu (Emotional Rollercoaster)
20. titre français inconnu (Four Play)
21. titre français inconnu (Hartford Wailer)
22. titre français inconnu (Fight Schlub)
23. titre français inconnu (Acting Out)

### Neuvième saison (2006-2007)
1. titre français inconnu (Mama Cast)
2. titre français inconnu (Affair Trade)
3. titre français inconnu (Moxie Moron)
4. titre français inconnu (Major Disturbance)
5. titre français inconnu (Ruff Goin')
6. titre français inconnu (Brace Yourself)
7. titre français inconnu (Home Cheapo)
8. titre français inconnu (Offensive Fowl)
9. titre français inconnu (Mild Bunch)
10. titre français inconnu (Manhattan Project)
11. titre français inconnu (Single Spaced)
12. titre français inconnu (China Syndrome - Part 1)
13. titre français inconnu (China Syndrome - Part 2)

## Commentaires
Le titre original, The King of Queens, est un jeu de mots que l'on peut traduire « Le Roi des reines », le Queens étant un des cinq arrondissements de la ville de New York.
Doug le personnage principal apparaît dans quelques episodes de la serie Tout le monde aime Raymond (S3E9 et S3E18) et le personnage de Raymond Romano apparaît également dans des épisodes de Un gars du Queen (S1E9, S1E19, S2E8, S8E10).
Dans l'épisode 24 de la saison 1, Doug rencontre Hilton Lucas Bill Cosby de la série Cosby (série télévisée).

## Produits dérivés

### DVD
- Un gars du Queens - Saison 1 (21 août 2007) (ASIN B000REGJ2M)
- Un gars du Queens - Saison 2 (21 août 2007) (ASIN B000REGJ3Q)
- Un gars du Queens - Saison 3 (1er janvier 2008) (ASIN B0012ZGP92)
- Un gars du Queens - Saison 4 (1er janvier 2009) (ASIN B002G9TW16)
- Un gars du Queens - Saison 5 (1er janvier 2009) (ASIN B002G9TW0W)
- Un gars du Queens - Saison 6 (1er janvier 2009) (ASIN B002G9TW0M)